# Вельтенбург
Монастырь Вельтенбург (нем. Kloster Weltenburg) — бенедиктинский монастырь на берегу Дуная в Баварии, близ городка Кельхайм. Считается старейшим в Баварии.
Монастырь был основан в 617 году ирландскими или шотландскими монахами, отправленными из бургундского монастыря Люксёй святым Колумбаном. Первый каменный храм был возведён в Вельтенбурге святым Рупертом на рубеже VII и VIII веков. В дальнейшем аббатство неоднократно достраивалось и перестраивалось, центральное место в нём заняла церковь Святого Георгия, сооружённая в 1716—1739 гг. братьями Азам. В 1803 г. в ходе общей секуляризации монастырь был закрыт.  Воссоздан как приорат монастыря Меттен 25 августа 1842 г. С 1858 состоял в баварской конгрегации Ордена св. Бенедикта, а в 1913 г. вновь получил статус самостоятельного аббатства.
Монастырь имеет свою пивоварню, по некоторым подсчетам — старейшую действующую пивоварню в мире (известна с 1050 года). Среди прочих, первенство у производителей пива Weltenburger (которое теперь варят в Кельхайме) оспаривают производители пива Weihenstephaner.